# Corale Gioachino Rossini
La Corale Gioachino Rossini è una formazione corale amatoriale di Modena, nata come coro polifonico misto, cui negli anni si sono aggiunti un coro di voci bianche e adolescenti, un coro gospel e un coro giovanile.

## Storia
Venne fondata nel 1887, nello stesso anno in cui la salma di Gioachino Rossini venne traslata dal sobborgo parigino di Passy a Firenze, nella basilica di Santa Croce.
Suo corista più celebre fu Luciano Pavarotti, che proprio nella Corale Rossini iniziò il suo percorso musicale assieme al padre Fernando.
La Corale Gioachino Rossini è diretta da Luca Saltini.
Nel 2001 inaugurò l'attuale sede, nel quartiere cittadino di san Lazzaro, dotata di un auditorium interno. I nuovi ed ampliati spazi permisero anche l'espansione delle attività, costituendo nel 2004 il coro Voci Bianche La Giovane Rossini, il quale si ampliò con la sezione adolescenti nel 2007 diretto da  Francesca Nascetti.
Nel 2012 entrò a far parte dell'associazione corale il coro Gospel dei Serial Singers, realtà cittadina nata già nel 1993. Per alcuni anni, fino al  2015 i Serial Singers vennero diretti da Massimo Carpegna, sotto la cui guida vennero invitati nel 2015 alla Carnegie Hall di New York per la prima esecuzione  della cantata The Healer di Karl Jenkins. Dal 2015 il coro è diretto dal Maestro Roberto Penta.
Nel 2018 alle tre compagini corali si è aggiunto il gruppo Diapasonica, coro polifonico misto che parte dal rock ma abbraccia diversi generi musicali, diretto da Francesca Nascetti.

## Discografia
Serial Singers Gospel Choir
- 2003 - Serial Singers
- 2007 - How can I keep from singing
- 2013 - Serial Singers live 1
- 2014 - Serial Singers live 2